# Dana White's Contender Series
Dana White's Contender Series (antes llamada Dana White's Tuesday Night Contender Series) es un programa de televisión deportivo y serie de eventos de artes marciales mixtas (MMA) producidos por el Ultimate Fighting Championship (UFC). El programa, creado y supervisado por el presidente del UFC, Dana White, se ha convertido en una plataforma importante para la identificación y promoción de talentos emergentes en el mundo del MMA.

## Descripción
El programa se centra en presentar a luchadores prometedores que buscan obtener un contrato para pelear en el UFC. Los participantes compiten en combates en vivo de una sola noche, en los cuales se espera que demuestren su destreza y talento en el octágono. Si un luchador impresiona a Dana White y al equipo del UFC con su desempeño, puede recibir un contrato que le brinda la oportunidad de competir en el UFC, una de las principales organizaciones de MMA a nivel mundial.

## Historia
El programa se lanzó en 2017 y desde entonces ha ganado reconocimiento en la comunidad de las MMA como una plataforma clave para el descubrimiento de nuevos talentos. A lo largo de las temporadas, varios luchadores que participaron en Dana White's Contender Series han logrado un éxito significativo en el UFC, lo que subraya su importancia como trampolín para las carreras de luchadores emergentes.

## Formato
Cada episodio de Dana White's Contender Series presenta una serie de combates en vivo, en los que los luchadores buscan impresionar a Dana White y a los ejecutivos del UFC. Los criterios para la selección de los luchadores que reciben contratos pueden variar, pero generalmente se basan en un rendimiento destacado, un historial en MMA y el potencial para convertirse en una estrella del UFC.

## Lista de temporadas
| Nombre              | Fecha de inicio      | Fecha final              | # De contratos | # De eventos | Sede                              | Localización      |
| ------------------- | -------------------- | ------------------------ | -------------- | ------------ | --------------------------------- | ----------------- |
| Temporada 8 (67-76) | 13 de agosto de 2024 | 15 de octubre de 2024    |                |              | Centro UFC Apex                   | Las Vegas, Nevada |
| Temporada 7 (57-66) | 8 de agosto de 2023  | 10 de octubre de 2023    | 46             | 10           | Centro UFC Apex                   | Las Vegas, Nevada |
| Temporada 6 (47-56) | 26 de julio de 2022  | 27 de septiembre de 2022 | 43             | 10           | Centro UFC Apex                   | Las Vegas, Nevada |
| Temporada 5 (37-46) | 31 de agosto de 2021 | 2 de noviembre de 2021   | 39             | 10           | Centro UFC Apex                   | Las Vegas, Nevada |
| Temporada 4 (27-36) | 4 de agosto de 2020  | 17 de noviembre de 2020  | 37             | 10           | Centro UFC Apex                   | Las Vegas, Nevada |
| Temporada 3 (17-26) | 18 de junio de 2019  | 27 de agosto de 2019     | 30             | 10           | Centro UFC Apex                   | Las Vegas, Nevada |
| Temporada Brasil    | 24 de agosto de 2018 | 7 de septiembre de 2018  | 11             | 3            | Centro de entrenamiento de la UFC | Las Vegas, Nevada |
| Temporada 2 (9-16)  | 12 de junio de 2018  | 7 de agosto de 2018      | 23             | 8            | Centro de entrenamiento de la UFC | Las Vegas, Nevada |
| Temporada 1 (1-8)   | 11 de julio de 2017  | 29 de agosto de 2017     | 16             | 8            | Centro de entrenamiento de la UFC | Las Vegas, Nevada |

## Impacto y Legado
El programa ha tenido un impacto significativo en la promoción de nuevos talentos en el mundo del MMA. Muchos luchadores que participaron en Dana White's Contender Series han llegado a competir en el UFC y han contribuido al crecimiento y la emoción en la organización, incluyendo a Sean O'Malley, Edmen Shahbazyan y Geoff Neal.